# غويلفيون وغيبلينيون
الغويلفيون والغيبلينيون كانا فصيلين متعارضين في إيطاليا خلال العصور الوسطى، خاصة بين القرنين الثاني عشر والخامس عشر ميلادي، حيث أثر صراعهما على سياسات العديد من دويلات المدن الإيطالية.
كان الغويلفيون مؤيدين للبابا والكنيسة الرومانية الكاثوليكية. آمنوا بسلطة الكنيسة وسعوا إلى تقليل نفوذ الحكام العلمانيين، وخاصة أباطرة الإمبراطورية الرومانية المقدسة. مثل الغويلفيون عادة مصالح المدن والمناطق الحضرية، حيث تحالفوا مع أولئك الذين أرادوا تعزيز النفوذ السياسي للكنيسة.
الغيبلينيون من ناحية أخرى، كان الغيبلينيون مؤيدين للإمبراطور الروماني المقدس، ويسعون إلى حكم أكثر مركزية. دعوا إلى تفوق الإمبراطور على البابا وعارضوا تركيز الغويلفيين على السلطة البابوية. ارتبط الغيبلينيون غالبًا بالنبلاء والنظام الإقطاعي، الذي سعى للحفاظ على سلطتهم وأراضيهم.
ولم يكن الصراع بين هذين الفصيلين دينيًا فحسب؛ بل كان له أيضًا أبعاد سياسية واجتماعية وإقليمية مهمة، حيث كانت المدن غالبًا منقسمة إلى معسكرات مؤيدة للغويلف ومعسكرات مؤيدة للغيبلين. وفي بعض الحالات، كانت العائلات أو الدول المدن تبدل ولاءاتها اعتمادًا على توازن القوى المتغير، مما جعل الصراع ديناميكيًا ومستمرًا لقرون. ولعب التنافس دورًا رئيسيًا في تفتيت إيطاليا خلال العصور الوسطى.

## التاريخ
يشير مصطلح الغويلفيون والغيبيلينيون إلى الفصيلين الذين دعما منذ القرن الثاني عشر في سياق الصراع بين الكنيسة مع الامبراطورية والحركة البلديات على التوال آل فلف حكام بافاريا وساكسونيا (تنطق فلفن وجاءت منها كلمة غويلفي) وهوهنشنافن حكام شوابيا سادة قلعة فايبلنغن فيبلنغ سابقاً (جاءت منها كلمة غيبلـّـيني)، في الصراع من أجل التاج الإمبراطوري بعد موت هنري الخامس (1125) الذي لا ورثة مباشرين له.
داخل المدينة، وهو نفس الانقسام، وأبعد من الوسائل التقليدية للصراع سياسي بين البابوية والإمبراطورية، ثم reproposed في الاقتتال الداخلي بين غويلفيون وغيبلينيون من السكان، في كل مرة على مواصلة العمل المشترك. أحيانا الفصيلين تعايش، كما في فلورنسا، حيث بدأ القتال بعد مقتل بووندلمونتي دي بووندلمونتي يد عائلة أميدي. لزيادة قوتهم دخلت المدن الغويلفية وتلك الغيبلينية في تحالفات متعارضة الواحدة مع الأخرى حتى النصف الثاني من القرن الثالث عشر ضم غويلفيو فلورنسا إلى تحالفهم ضد الرابطة الغيبلينية مدن توسكانية أخرى (أريتسو، سيينا، بستويا، لوكا، بيزا)، والصراع الطويل، الذي كان تطرفا من حيث معركة مونتابيرتي 1260 لAltopascio من 1325.
في النصف الثاني من القرن الثالث عشر بعد سنة 1266 تاريخ معركة بينيفنتو دخل الطرف الغيبليني بأزمة حقيقية فمن فقدان أكبر داعميه، وهي السلالة الشوابية التي بدأت مع فريدريك برباروسا إلى هزيمة كونرادين ومانفريدي هوهنشتاوفن ملك صقلية في عامي 1266 و1268. نتيجة لهذه الأزمة تنامت كثيراً قوى الغويلفيين المسيطرين عسكرياً على إيطاليا بدعم من ملك نابول كارلو الأول أنجو ومختلف الباباوات، وهكذا استعاد غويلفيون فلورنسا أساساً بفضل معركة كولي الشهيرة في 17 يونيو 1269 عندما ألحق الغويلفيون الفلورنسيون وكوليون (مع حلفائهم) الهزيمة بغيبلينيي سيينا.

## ولاء المدن الإيطالية الرئيسة
| المدن الگبلينية الرئيسة                                               | المدن الگوِلفية الرئيسة                         | مدن متغيرة الولاء                                                           |
| --------------------------------------------------------------------- | ---------------------------------------------- | --------------------------------------------------------------------------- |
| أريتسو كريمونا فورلي لودي مودنا أوزيمو پيزا پستويا سيينا سپولـتو تودي | بولونيا بريشا كرِما جنوة مانتوا أورفييتو پروجيا | برگامو فرارا فلورنسا لوكـا ميلانو پادوا پارما بياتشنزا ترڤيزو ڤرونا فيتشنزا |